# 11349 Witten
11349 Witten este un asteroid din centura principală de asteroizi.

## Descriere
11349 Witten este un asteroid din centura principală de asteroizi. A fost descoperit pe 3 mai 1997 la Observatorul La Silla de Eric Walter Elst. Asteroidul prezintă o orbită caracterizată de o semiaxă mare de 2,38 ua, o excentricitate de 0,13 și o înclinație de 5,5° în raport cu ecliptica.